# Rosario Ferré
Rosario J. Ferré Ramírez de Arellano (* 28. September 1938 in Ponce, Puerto Rico; † 18. Februar 2016 in San Juan) war eine puerto-ricanische Schriftstellerin und Wissenschaftlerin und eine der zu ihrer Zeit führenden Autorinnen in Lateinamerika.

## Leben
Ferré entstammte einer der mächtigsten Familien der Insel, einer angesehenen ehemaligen Großgrundbesitzer- und Politikerfamilie. Ihr Vater, Luis A. Ferré, war von 1968 bis 1972 Gouverneur von Puerto Rico; ihr Großvater, ein Franzose, war mit Ferdinand de Lesseps nach Amerika gekommen und dort geblieben, als dessen Panamakanal-Projekt in die Brüche ging. Aufgrund dieser „historischen Vorbelastung“ schien Rosario für das Dasein einer eleganten Dame der „High Society“ bestimmt, begann jedoch schon früh diese Sicherheiten zugunsten einer literarischen Karriere aufzugeben. Bald nach dem Tod ihrer Mutter, Lorenza Ramírez de Arellano, von der sie genug geerbt hatte, um sich selbstständig zu machen, fing Ferré an zu schreiben.
Rosario Ferré studierte am Wellesley College in Wellesley in Massachusetts und am Manhattanville College in Purchase (New York) sowie englische und lateinamerikanische Literatur (Master an der Universidad de Puerto Rico, Ph.D. an der University of Maryland, USA). Sie gründete und leitete zwischen 1972 und 1976 eine der wichtigsten Literaturzeitschriften ihres Landes, Zona de carga y descarga. Darin veröffentlicht wurden auch Texte von Schriftstellern aus anderen Ländern, so beispielsweise die des kubanischen Poeten Severo Sarduy und des Fantasy-Autors Felisberto Hernández. Kritisch setzte sie sich mit dem Werk der mexikanischen Dichterin und Nonne Juana Inés de la Cruz auseinander. Vor allem Ferrés Kurzgeschichten verraten die Hingabe der Schriftstellerin an Südamerika, insbesondere Argentinien und Uruguay. Ferrés schriftstellerisches Werk konzentrierte sich vor allem auf das Leben von Frauen und deren Beziehung zu Männern, die gefühllos oder gar missbräuchlich agieren.
Seit etwa 1995 schrieb die Schriftstellerin teilweise auch auf Englisch, das neben Spanisch offizielle Sprache in Puerto Rico ist. Für ihre literarischen Werke erhielt sie verschiedene Literaturpreise, darunter den „El Ateneo de Puerto Rico“ und den renommierten „Premio Casa de las Américas“ (Kuba). Sie lebte 2007, nach einem längeren Aufenthalt in Washington, wieder in Puerto Rico, wo sie Professorin an der Universidad de Puerto Rico war. Sie hat an verschiedenen Universitäten der USA gelehrt, darunter an der Harvard University, der Johns Hopkins University und der University of California in Berkeley.
Die Schriftstellerin, die sich den konservativen Ansichten ihres Vaters widersetzte, galt viele Jahre als intellektueller Dissident in der Familie Ferré. Ferré war davon überzeugt, dass der beste Status für ihr Heimatland die Unabhängigkeit sei. Erst im fortgeschrittenen Alter begann sie, weniger radikale politische Positionen einzunehmen. In der New York Times wurde ein umstrittener Artikel von ihr veröffentlicht, in dem sie schrieb: „Als puerto-ricanische Schriftstellerin stehe ich ständig vor dem Problem der Identität. Wenn ich in die Vereinigten Staaten reise, fühle ich mich als Latina wie Chita Rivera in Amerika, ich fühle mich amerikanischer als John Wayne“.
Ferré war mit dem Geschäftsmann Benigno Trigo González verheiratet, den sie schon kurz nach ihrem Abitur heiratete. Aus der Ehe, die zehn Jahre dauerte, gingen drei Kinder hervor. Nach ihrer Scheidung brach sie endgültig mit ihrer bürgerlichen Umgebung. Für ihre drei Kinder aus erster Ehe verfasste sie einige Kinderbücher. Ihren zweiten Ehemann Jorge Aguilar Mora, einen Schriftsteller und Professor für mexikanische Literatur, lernte Ferré während ihres Studiums am Department for Hispanic Studies der University of Puerto Rico kennen. Auch diese Ehe ging nach einigen Jahren in die Brüche. Ihr dritter Eheman war der puerto-ricanische Architekt Augustín Costa Quintana, mit dem sie erst in Washington und später in Puerto Rico wohnte. Die Schriftstellerin starb im Februar 2016 im Kreise ihrer Familie in ihrem Haus in San Juan in Puerto Rico im Alter von 77 Jahren eines natürlichen Todes.

## Werk
Das literarische Werk von Rosario Ferré zeichnet sich vor allem durch die bewusste Wiederaufnahme und Parodie etablierter Diskurse aus, das Neu- und Umschreiben von in Märchen, Filmen etc. enthaltenen Mythen des Weiblichen, prototypisch dafür ihre Erzählung „La Bella Durmiente“ (Dornröschen). Gleichzeitig versucht sie – immer vor dem Hintergrund des historischen puerto-ricanischen Kontextes – die geschlechtliche Natur gesellschaftlicher Umgangsformen bloßzulegen, wie etwa in der Erzählung „Cuando las mujeres quieren a los hombres“, die gewissermaßen zum literarischen Manifest einer ganzen Generation von lateinamerikanischen Schriftstellerinnen geworden ist. Sie basiert auf einer historischen puerto-ricanischen Gestalt, der Prostituierten Isabel Luberza, die mit ihrem Gewerbe einen enormen Reichtum angehäuft hatte und damals gerade ermordet worden war.
Bei Ferrés 1995 veröffentlichtem Werk The House on the Lagoon handelt es sich um eine weitläufige Familiensaga in der Art von Gabriel García Márquez. In dem 1998 veröffentlichten englischsprachigen Roman Ferrés Eccentric neighborhoods stellt sie zwei puerto-ricanische Familien in der ersten Hälfte des 20. Jahrhunderts in den Mittelpunkt. Ihr 2001 veröffentlichter Roman Flight of the Swan handelt von einer gestrandeten russischen Ballettkompanie, die in die Unabhängigkeitsbestrebungen Puerto Ricos verwickelt wird. Diese Romane wurden vor allem in amerikanischen Literaturkreisen weithin gefeiert.
Ferrés Werk ist beeinflusst von den theoretischen und philosophischen Grundlagen der amerikanisch-feministischen Bewegung. Ihre Texte setzen sich mit dem Übel des Kapitalismus ebenso auseinander wie mit Rassismus,  Klassismus und Sexismus in der puerto-ricanischen Gesellschaft.

### Spanisch
- El hombre dormido. [Bogotá: s.n.], 1972.
- Papeles de Pandora. México: Joaquín Mortiz, 1976. 2. ergänzte Auflage 1979. Erzählungen
- Medio Pollito. Río Piedras: Ediciones Huracán, 1977. Kinderliteratur
- Sitio a Eros. México: Joaquín Mortiz, 1980. Essays
- La muñeca menor, 1980. Kurzgeschichte
- Los cuentos de Juan Bobo. Río Piedras: Ediciones Huracán, 1981. Kinderliteratur
- Fábulas de la garza desangrada. México: Joaquín Mortiz, 1982. Lyrik.
- Maldito amor. México: Joaquín Mortiz, 1987. Neuere Ausgabe: Barcelona: Emecé, 1998. Roman. ISBN 8478884009.
- „El acomodador“. Una lectura fantástica de Felisberto Hernández. México: Fondo de Cultura Económica, 1986. Essay
- Sonatinas. Río Piedras: Ediciones Huracán, 1989. Kinderliteratur ISBN 0-929157-02-8.
- El árbol y sus sombras. México: Fondo de Cultura Económica, 1990. Essay. ISBN 968-16-3073-4.
- La cucarachita Martina. Río Piedras: Ediciones Huracán, 1990. Kinderliteratur
- El coloquio de las perras. Río Piedras: Editorial Cultural, 1991. Essay
- Cortázar: el romántico en su observatorio. Puerto Rico: Editorial Cultura, 1991. Essay
- Las dos Venecias. Poemas y cuentos. México: Joaquín Mortiz, 1992. Gedichte und Erzählungen
- Memorias de Ponce. Biografía de Don Luis A. Ferré. Cali: Editorial Norma, 1992. Biographie ihres Vaters
- La batalla de las vírgenes. Río Piedras: Universidad de Puerto Rico, 1993. Roman. ISBN 0-8477-0205-7.
- Antología personal: 1992-1976. Río Piedras, P.R.: Editorial Cultural, 1994.
- La casa de la laguna. Barcelona: Emecé, 1996. Roman. ISBN 8478884505.
- El sombrero mágico. México: Alfaguara, 1996.
- Pico Mandorico y otros cuentos. México: Alfaguara, 1997. Kinderliteratur
- La sapita sabia  y otros cuentos. México: Alfaguara, 1997. Kinderliteratur
- Vecindarios Excéntricos. Barcelona: Ediciones Destino, 1999. Roman. ISBN 8423331318.
- La extraña muerte del Capitancito Candelario. Barcelona: Plaza y Janés, 1999. Kinderliteratur
- A la sombra de tu nombre. Textos de escritor. México: Alfaguara, 2001.
- Language Duel/Duelo del lenguaje. New York: Vintage Español, 2002. Lyrik.
- La sortija de rubí. Guaynabo, P.R.: Ediciones Santillana, 2004.
- Fisuras. San Juan, P.R.: Ediciones Callejón, 2006.

### Englisch
- The House on the Lagoon (deutsch Das Haus in der Lagune). New York: Farrar, Straus & Giroux, 1995. Roman.
- Eccentric neighborhoods (deutsch Exzentrische Nachbarschaften).  New York, NY: Farrar, Straus & Giroux, 1998. Roman. ISBN 0-374-14638-1.
- Flight of the Swan (deutsch Der Schwanenflug). New York: Farrar, Straus & Giroux, 2001. Roman.

### Deutsche Übersetzungen
- Das halbe Hühnchen auf dem Weg zum Palast, Fabeln und Erzählungen aus Puerto Rico. Evangelisch-Lutherische Mission, Erlangen 1990 (Übersetzt von Wolfgang Binder). ISBN 3-87214-233-X.
- Kristallzucker (= Fracción mágica, Band 20). Rotpunkt, Zürich 1991 (Originaltitel: Maldito amor, übersetzt und mit einem Nachwort versehen von Wolfgang Binder), ISBN 3-85869-070-8.
- Isabel. Scherz, Bern 1997 (Originaltitel: La Casa de la Laguna / House on the Lagoon Thorndike Press, Waterville, ME 1996, spanisch / englisch, aus dem Englisch übersetzt von Lisa Grüneisen und Jochen Staebel), ISBN 3-502-10215-5.
- Rosario Ferré: Über das Unsagbare schreiben. Essay. In: Regina Keil, Thomas Brückner (Hrsg.): Mohnblumen auf schwarzem Filz. Unionsverlag, Zürich 1998, ISBN 3-293-20108-3 (im Original noch unveröffentlicht).
- Die Stimmen der Träume. Krüger, Frankfurt am Main 1999 (Originaltitel: Vecindarios excéntricos, Eccentric Neighbourhoods, 1999, aus dem puerto-ricanischen Spanisch übersetzt von Elisabeth Müller), ISBN 3-8105-0641-9.

## Rezeption

### Allgemein
Die literarischen Texte von Rosario Ferré wurden in zahlreiche Sprachen übersetzt, darunter ins Englische, Französische, Italienische, Niederländische, Polnische, Chinesische und Japanische.

### Preise und Auszeichnungen
- El Ateneo de Puerto Rico 1974
- Casa de las Américas
- LiBeraturpreis, Frankfurt am Main 1992
- Ehrendoktorat der Brown University 1997
- Guggenheim-Stipendium 2004